# Hanley William
Hanley William är en by i civil parish Hanley, i distriktet Malvern Hills, i grevskapet Worcestershire, i England. Byn är belägen 20 km från Worcester. Hanley William var en civil parish fram till 1933 när blev den en del av Hanley. Civil parish hade 110 invånare år 1931.